# 苏克雷州
蘇克雷州（西班牙語：Estado Sucre）是委內瑞拉北部的一個州，西臨加勒比海，東臨帕里亞灣。面積11,800平方公里，2007年人口916,600人。首府庫馬納。
1909年建州。下分十五個自治市。